# Джемали Мехази
Джемали Мехази (на албански: Xhemali Mehazi; на македонска литературна норма: Џемали Мехази) е политик от Северна Македония.

## Биография
Роден е на 3 декември 1965 година в град Тетово. През 1991 година завършва Икономическия факултет на Прищинския университет. По-късно учи там финансов мениджмънт. Започва работа като държавен секретар в Министерството на финансите. Между 2004 и 2006 година става министър на транспорта на Република Македония. Заема различни постове като представител на Република Македония в Банката за развитие към Съвета на Европа, директор на Агенцията за свободни икономически зони.